# Nyknausen
Der Nyknausen (norwegisch für Neuer Felsen) ist ein 99 m hoher und felsiger Hügel im Süden der subantarktischen Bouvetinsel im Südatlantik. Er ragt westlich des Kap Fie im östlichen Abschnitt der Vogt-Küste auf.
Wissenschaftler des Norwegischen Polarinstituts benannten ihn 1980.